# François II des Baux
François II des Baux (également connu sous le nom de François II del Balzo; 1410 – 8 août 1482) est un membre de la noblesse du sud de l'Italie.

## Biographie
François est né à Andrie, fils de Guillaume/Guglielmo, deuxième duc d'Andrie (lui-même fils de François Ier), et d'une fille de Federico di Brunforte, comte de Bisceglie.
En 1443, il participe au premier Parlement général du royaume de Naples convoqué par le roi Alphonse V à Bénévent, après sa conquête de l'Italie du sud l'année précédente. En 1438, le roi le nomme conseiller du Regio Consiglio ("Conseil Royal") et l'envoie en tant qu'ambassadeur à la cour de l'empereur Frédéric III.
En 1458, le nouveau roi, Ferdinand Ier l'envoie vers le Pape Calixte III avec la charge de recevoir l'investiture du royaume de Naples; mais il est aussi envoyé pour rendre hommage au nouveau pontife, Pie II, après la mort de Calixte. En 1459 François est le représentant napolitain à la diète de Mantoue durant laquelle une croisade contre les Turcs ottomans doit être discutée. Prenant opportunément l'avantage de l'absence du duc, un membre de la famille assez éloigné, Giovanni Antonio Orsini Del Balzo (en), prince de Tarente, tente de capturer la cité d'Andrie, qui était défendue par le fils de François, Pierre. François retourne immédiatement pour participer à la défense de la ville, mais en 1462, lui et son fils sont faits prisonniers.
Après l'échec de la prise de la ville et la défaite de Giovanni Antonio et quelques autres rebelles du sud italien, ayant soutenu Jean II d'Anjou contre le roi Ferdinand, François récupère toutes ses terres. En retour de sa loyauté, il est nommé Grand Connétable du royaume de Naples.
Il meurt en 1482. Sa dépouille est inhumée dans l'église San Domenico à Andrie, dans une tombe décorée d'un buste attribué à Francesco Laurana ou Domenico Gagini.

## Mariage et descendance
Vers 1405, il se marie avec Sancia Chiaramonte.
De cette union restent :
- Pyrrhus ou Pierre des Baux, père entre autres enfants d'Isabelle des Baux.
- Engelberte des Baux qui sera mariée à Giovani Paolo Cantelmo, duc de Sora, comte de Pepoli.
- Jacques des Baux, seigneur de Moltala en 1467.

## Sources
- Porzio, C. (1859). La congiura de' baroni. Naples.
- del Balzo di Presenzano, Antonello (2003). A l'asar Bautezar! I del Balzo ed il loro tempo. Naples.
- Pezet, Maurice (1982), Les belles heures du Pays d'Arles, Ed. Jeanne Laffitte, 1982,  (ISBN 2-86276-055-2).